# Cimitarra (Colombia)
Cimitarra es un municipio de Colombia, situado en el norte del país, en el departamento de Santander. Se encuentra a 200 km de la capital departamental, Bucaramanga. La población fue fundada en 1536, convirtiéndose en municipio el 26 de noviembre de 1966. Actualmente cuenta con una población aproximada a los 50.800 habitantes de los cuales 20.100 habitan en la cabecera municipal.
Su economía se basa principalmente de la ganadería, el cultivo de caucho, cacao y el campo comercial de productos y servicios. 
Su clima es tropical encontrándose entre los 28 y 35 grados Celsius.

## Toponimia
Deriva su nombre de la época de la conquista, cuando un grupo de españoles al mando de Gonzalo Jiménez de Quesada y Martín Galeano en busca de una ruta para ir al valle del Río Magdalena a las partes altas de la cordillera, atravesaron esta región y en uno de sus campamentos un colonizador perdió su cimitarra (sable curvo), los españoles en su marcha se dieron cuenta de la pérdida del arma y regresaron en su búsqueda, hallándola en poder de los indígenas quienes debido a que este era un objeto extraño para ellos le rindieron culto y los colonizadores decidieron dejarla y desde ese entonces lo llamaron el Valle de la Cimitarra.

## División Político-Administrativa
Además de su Cabecera municipal. Cimitarra tiene bajo su jurisdicción los siguientes Centros poblados:
- Campo Padilla
- Campo Seco
- Cascajero
- Dos Hermanos
- El Aterrado
- Guayabito Bajo
- La Carrileja (km 28)
- La Traviata
- La Verde
- La Ye de La Torre
- Palmas del Guayabito
- Primavera
- Puerto Araujo
- Puerto Olaya
- San Fernardo
- San Juan de La Carretera
- San Pedro de La Paz
- San Tropel
- Santa Rosa
- Zambito

## Historia
La región fue habitada por los indios Carare, especialmente los valles de los ríos Carare, Opón, Oponcito, Guayabito y el Horta; así como en algunas quebradas tales como Chontarales, La Verde, La Toroba, entre otras; pero debido a las inclemencias climáticas que hacían de ésta una región insalubre, no se extendió la población. Durante la conquista y la colonia los indios que habitan esta región, opusieron resistencia a la dominación española, por lo que estos se vieron obligados a construir un fuerte para proteger sus embarcaciones que navegaban a lo largo del Río Magdalena hacia el interior del país y hacia el mar.
El primer indicio de colonización se propició con el proyecto del ferrocarril del Carare, el 12 de marzo de 1922, en un intento del gobierno por abrir el comercio a la explotación de la quina, el carbón y el petróleo, que ofrecían altas perspectivas de producción en la zona. Llegaron 25 obreros a trabajar en esta empresa, dirigidos por el señor Ecce Homo Sánchez. Los obreros escogieron el lugar donde hoy es el campamento de obras públicas para instalarse y durante tres meses trabajaron con el objetivo de hacer potreros de abundante pasto para alimentar más de 90 mulas que movían las herramientas y provisiones de los trabajadores.
En el proyecto se laboró hasta 1928 y como no prosperó, la mayoría de los obreros regresaron a sus lugares de origen. Sin embargo, algunos continuaron y se convirtieron en los verdaderos fundadores: Diego Vargas, Simeón Nieves, Serafín Murcia, Silvano Cortés, Carlos Pacheco y José Téllez, entre otros.
El proyecto del Ferrocarril del Carare cobró numerosas víctimas por causa de enfermedades endémicas como la fiebre amarilla, el paludismo y las muertes por mordedura de serpientes.
En 1936, se inicia el poblamiento y desarrollo de la región con la puesta en servicio en forma definitiva de la carretera Barbosa-Puerto Berrío, llegando gente de Antioquia, Boyacá y otras regiones del país. El señor Francisco Caro construyó la primera casa en lo que hoy es la Calle Primera y Honorio Corredor, Polidoro González, Arturo Villarreal y Ricardo Carvajal, se convirtieron en las primeras personas que tenían una finca en la región. Aprovechando la nueva vía se propició la vinculación de antioqueños y gentes de la costa pacífica. Don Silvano Cortes, colono emprendedor y altruista, fundó la Hacienda la Ceiba, en cuyos terrenos está ubicado hoy el 50% del casco urbano. 
En el año de 1951, se convierte Cimitarra en corregimiento de Vélez, siendo su primer Inspector de Policía el señor José Antonio Melo Pinzón, más conocido como “Caporal”.
En 1966, la Asamblea Departamental aprueba la Ordenanza 22 por la cual se creó el Municipio de Cimitarra; hasta ese entonces Cimitarra era corregimiento de Vélez hasta que un grupo de colonos, debido a que tenían sus propiedades en las jurisdicciones de Vélez y Bolívar, elevaron ante la Asamblea departamental un memorial solicitando su erección en territorio municipal. Los informes que presentaron manifiestan la existencia de más de diez mil habitantes y de un caserío que agrupaba unas ciento cincuenta casas, dotado de escuela, cárcel y hospital, calculando los futuros ingresos municipales en catorce mil pesos anuales.
En 1967 Cimitarra inicia su vida municipal, siendo su primer Alcalde el Doctor Alejandro Galvis Galvis, por un día, dejando al señor Segundo Vargas al frente del naciente municipio.

## Himno
Cimitarra tierra amada
Con el alma te venero
Porque has dado a nuestra raza
Hijos dignos de tu suelo.
Salve a Martín Galeano
Que desafiando el fantasma
Abrió caminos de historia
Y te dio nombre Cimitarra.
Tu corazón Antioqueño
Tu alma Santandereana
De comuneros ilustres
Que lucharon por la patria.
Eres comarca pionera
Donde Dios en su bondad
Nos dio un corazón muy grande
Para querer para amar.
Seguiremos siendo siempre
Sembradores de esperanza
Cultivando las semillas
Que necesita la patria.
Dulce rincón del carare
De Santander lo mejor
Eres floreciente tierra
Orgullo de la región.
Llevaremos cual coraza
Tu bandera a las espaldas
Amarillo, blanco y verde
Riqueza, paz y esperanza.
Letra: Lic. Genny Moreno de Angarita.
Música: Silvio Vasante.

## Turismo
1. 1 2 3 4  «Información general de Cimitarra». Alcaldía del municipio. Archivado desde el original el 23 de septiembre de 2015. Consultado el 1 de mayo de 2015.
2. ↑  «Resultados y proyecciones (2005-2020) del censo 2005». DANE. Consultado el 1 de mayo de 2015.

## Economía
En el municipio,las actividades agropecuarias son el pilar de la economía local, siendo la producción ganadera la actividad principal,en el corregimiento de Puerto Olaya se encuentra la planta de producción de energía,TermoCentro,por medio de una planta termoeléctrica de ciclo combinado,generando 300 MW, para el sistema eléctrico nacional.